# Niurka Montalvo
Niurka Montalvo Amaro, kubansko-španska atletinja, * 4. junij 1968, Havana, Kuba.
Od leta 1999 je tekmovala za Španijo. Nastopila je na poletnih olimpijskih igrah v letih 1996 in 2004, leta 1996 je zasedla sedemnajsto mesto.Na svetovnih prvenstvih je osvojila naslov prvakinje leta 1999, srebrno medaljo leta 1995 in bronasto medaljo leta 2001.